# Amélie-les-Bains-Palalda
Amélie-les-Bains-Palalda (Catalaans: Els Banys i Palaldà) is een gemeente in het Franse departement Pyrénées-Orientales (regio Occitanie). De plaats maakt deel uit van het arrondissement Céret. Amélie-les-Bains-Palalda telde op 1 januari 2022 3.553 inwoners, die Améliens of Palaldéens worden genoemd.

## Geografie
De oppervlakte van Amélie-les-Bains-Palalda bedroeg op 1 januari 2022 29,43 vierkante kilometer; de bevolkingsdichtheid was toen 120,7 inwoners per km². De gemeente ligt in Vallespir.

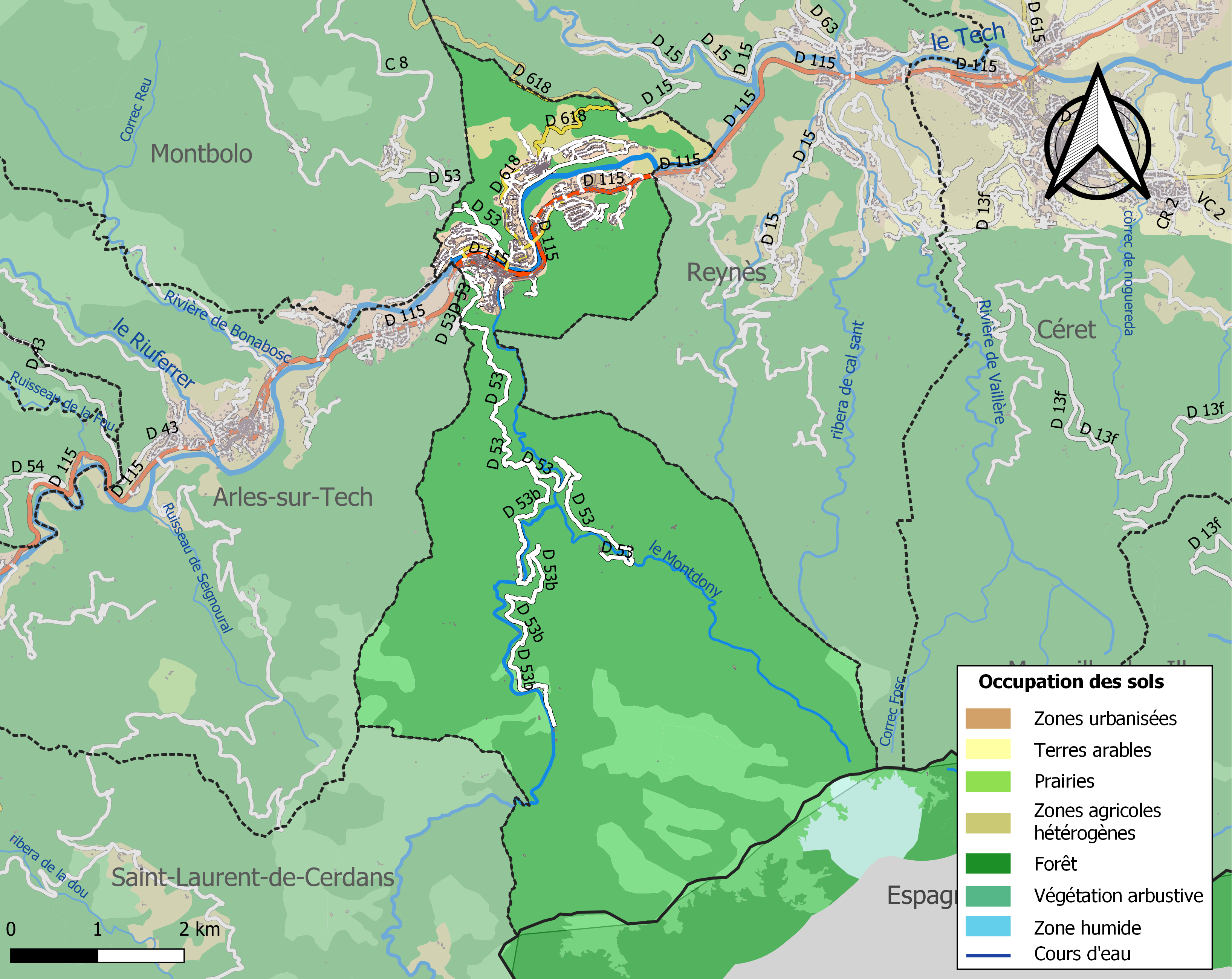
Kaart van de gemeente met de belangrijkste infrastructuur, bodemgebruik en aangrenzende gemeenten

## Politiek

### Lijst van burgemeesters
| Naam burgemeester | Ambtsperiode |
| ----------------- | ------------ |
| François Mefler   | 1941-1944    |
| Gaudérique Parent | 1944-1945    |
| Georges Bosch     | 1945-1950    |
| Jean Trescases    | 1950-1951    |
| Gustave Pouzens   | 1951-1952    |
| Paul Alduy        | 1952-1959    |
| Jean Aspar        | 1959-1959    |
| Jacqueline Alduy  | 1959-2001    |
| Alexandre Reynal  | 2001-2020    |
| Marie Costa       | 2020-        |

## Demografie
Onderstaande figuur toont het verloop van het inwonertal (bron: INSEE-tellingen).

## Geboren
- Pierre Restany (1930-2003), kunstcriticus